# Gmina Bojanowo
Die Gmina Bojanowo [bɔja'nɔvɔ] ist eine Stadt-und-Land-Gemeinde im Powiat Rawicki der Woiwodschaft Großpolen in Polen. Ihr Sitz ist die gleichnamige Stadt (deutsch Bojanowo) mit etwa 2900 Einwohnern.

## Geographie

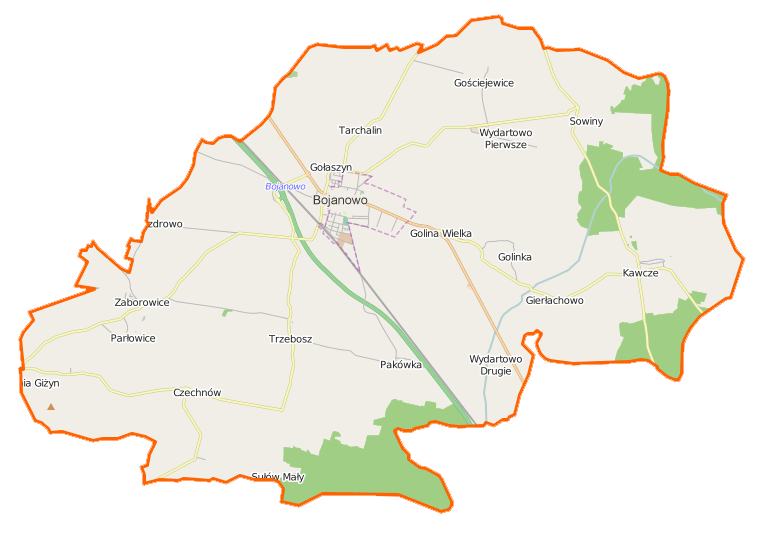
Karte der Gemeinde

Die Gemeinde liegt im Süden der Woiwodschaft und grenzt im Süden und Westen an die Woiwodschaft Niederschlesien. Die Woiwodschafts-Hauptstadt Posen liegt etwa 80 Kilometer nördlich, Leszno (Lissa) etwa 20 Kilometer nordwestlich und Breslau 70 Kilometer südlich. Die Kreisstadt Rawicz (Rawitsch) ist fünf Kilometer entfernt. Nachbargemeinden sind in der Woiwodschaft Großpolen die Gemeinden Rydzyna im Norden, Poniec im Nordosten, Miejska Górka und Rawicz im Südosten, in der Woiwodschaft Niederschlesien die Gemeinden Wąsosz im Süden sowie Góra (Guhrau) im Westen.
Die Grenze zwischen den preußischen Provinzen Posen und Schlesien verlief bis 1919 durch den westlichen Teil des Gemeindegebiets.
Zu den Fließgewässern gehört die 35 Kilometer lange Masłówka, ein Nebenflüsschen der Orla (Horle).
Die Gemeinde hat eine Fläche von 123,5 km², von der 73 Prozent land- und 18 Prozent forstwirtschaftlich genutzt werden.

## Geschichte
Der größte Teil des Gemeindegebiets gehörte, unterbrochen durch die deutsche Besatzungszeit im Zweiten Weltkrieg, von 1919 bis 1975 zur Woiwodschaft Posen mit unterschiedlichem Zuschnitt. Bojanowo wurde nach dem Überfall auf Polen in Schmückert umbenannt. – Die deutsche Minderheit wurde nach dem Weltkrieg vertrieben.
Der westliche Teil des Gemeindegebiets mit den Orten Geischen, Klein Saul, Porlewitz, Saborwitz (Waffendorf) und Zechen gehörte dagegen bis 1945 zum Landkreis Guhrau in Schlesien. Triebusch kam durch den Friedensvertrag von Versailles 1920 von Schlesien an Polen.
Die Landgemeinde Bojanowo wurde 1954 aufgelöst und in verschiedene Gromadas umgewandelt. Aus diesen wurde die Landgemeinde am 1. Januar 1973 neu gebildet. Von 1975 bis 1998 gehörte das Gemeindegebiet zur Woiwodschaft Leszno. Der Powiat wurde in dieser Zeit aufgelöst. Stadt- und Landgemeinde Bojanowo wurden 1990/1991 zur Stadt-und-Land-Gemeinde zusammengelegt. Diese gehört seit 1999 zur Woiwodschaft Großpolen und zum wieder eingerichteten Powiat Rawicki.

## Gliederung
Zur Stadt-und-Land-Gemeinde (gmina miejsko-wiejska) Bojanowo mit 8710 Einwohnern (Stand 31. Dezember 2020) gehören die Stadt selbst und 21 Dörfer (deutsche Namen, amtlich bis 1945) mit 17 Schulzenämtern (sołectwa):
| Name                    | Deutscher Name (1815–1919)     | Deutscher Name (1939–1945) | Einwohner (2004) |
| ----------------------- | ------------------------------ | -------------------------- | ---------------- |
| Bojanowo                | Bojanowo                       | Schmückert                 | 3000             |
| Czechnów                | Zechen                         | Zechen                     | 249              |
| Gierłachowo             | Gerlachowo 1905–1919 Gerlach   | Gerlach                    | 102              |
| Giżyn                   | Geischen                       | Geischen                   | 222              |
| Golina Wielka           | Lang Guhle                     | Langguhle                  | 752              |
| Golinka                 | Alt Guhle                      | Altguhle                   | 186              |
| Gołaszyn                | Bärsdorf                       | Bärsdorf                   | 1137             |
| Gościejewice            | Gußwitz                        | Gußwitz                    | 473              |
| Karolewo Anm. 1         | Carlshof                       | Carlshof                   | 98               |
| Kawcze                  | Kawitsch                       | Langendorff                | 544              |
| Klapowo Anm. 2          |                                |                            | 24               |
| Pakówka                 | Pakowko 1901–1919 Wiesenrode   | Wiesenrode                 | 306              |
| Parłowice Anm. 3        | Porlewitz                      | Porlewitz                  | 75               |
| Potrzebowo Anm. 4       | Potrzebowo 1905–1919 Neulände  | Neulände                   | 62               |
| Sowiny                  | Sowiny                         | Eulau                      | 361              |
| Sułów Mały              | Klein Saul                     | Klein Saul                 | 108              |
| Szemzdrowo              | Schlemsdorf                    | Schlemsdorf                | 96               |
| Tarchalin               | Tarchalin 1803 Tarche          | Tarche                     | 175              |
| Trzebosz                | Triebusch                      | Triebusch                  | 388              |
| Wydartowo Drugie Anm. 2 | Harte                          | Harte                      | 65               |
| Wydartowo Pierwsze      | Wydartowo                      | Langgußwitz                | 159              |
| Zaborowice              | Saborwitz 1936–1945 Waffendorf | Waffendorf                 | 520              |

Weitere kleine Weiler sind Lambertowo und Wydartowo-Charta.

## Verkehr
Die Schnellstraße S5 (E 261) führt von Posen im Norden über Leszno (Lissa) und Bojanowo nach Rawicz (Rawitsch), Żmigród (Trachenberg) und Breslau sowie als Landesstraße DK5 weiter bis zur tschechischen Grenze bei Lubawka (Liebau). Die Woiwodschaftsstraße DW309 verläuft in etwa parallel zur Schnellstraße nach Leszno.
Bojanowo hat einen Bahnhof an der Bahnstrecke von Posen nach Breslau.
Der nächste internationale Flughafen ist Breslau.